# Eritema elevat diüturn
L'eritema elevat diüturn és una forma de vasculitis, que cursa amb pàpules vermelloses en les superfícies extensores del cos.:835
Ha estat descrit com a síndrome paraneoplàstica, ço és, que pot estar relacionat amb un càncer intern ocult en aquells qui el presentin.
La dapsona ha demostrat eficàcia com a tractament contra aquesta dermatosi.